# Monoptilota pergratialis
Monoptilota pergratialis är en fjärilsart som beskrevs av George Duryea Hulst 1886. Monoptilota pergratialis ingår i släktet Monoptilota och familjen mott. Inga underarter finns listade i Catalogue of Life.

## Bildgalleri

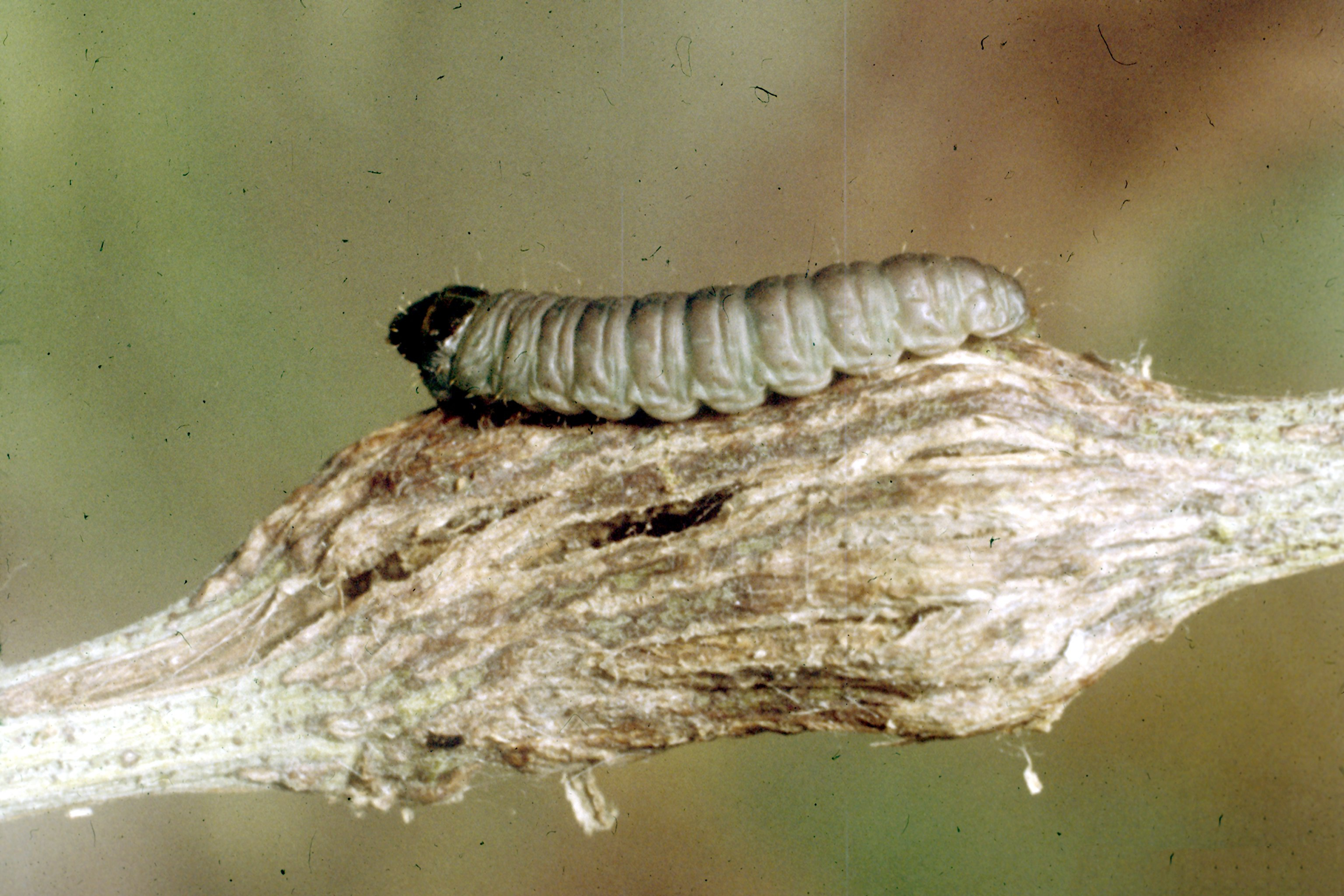
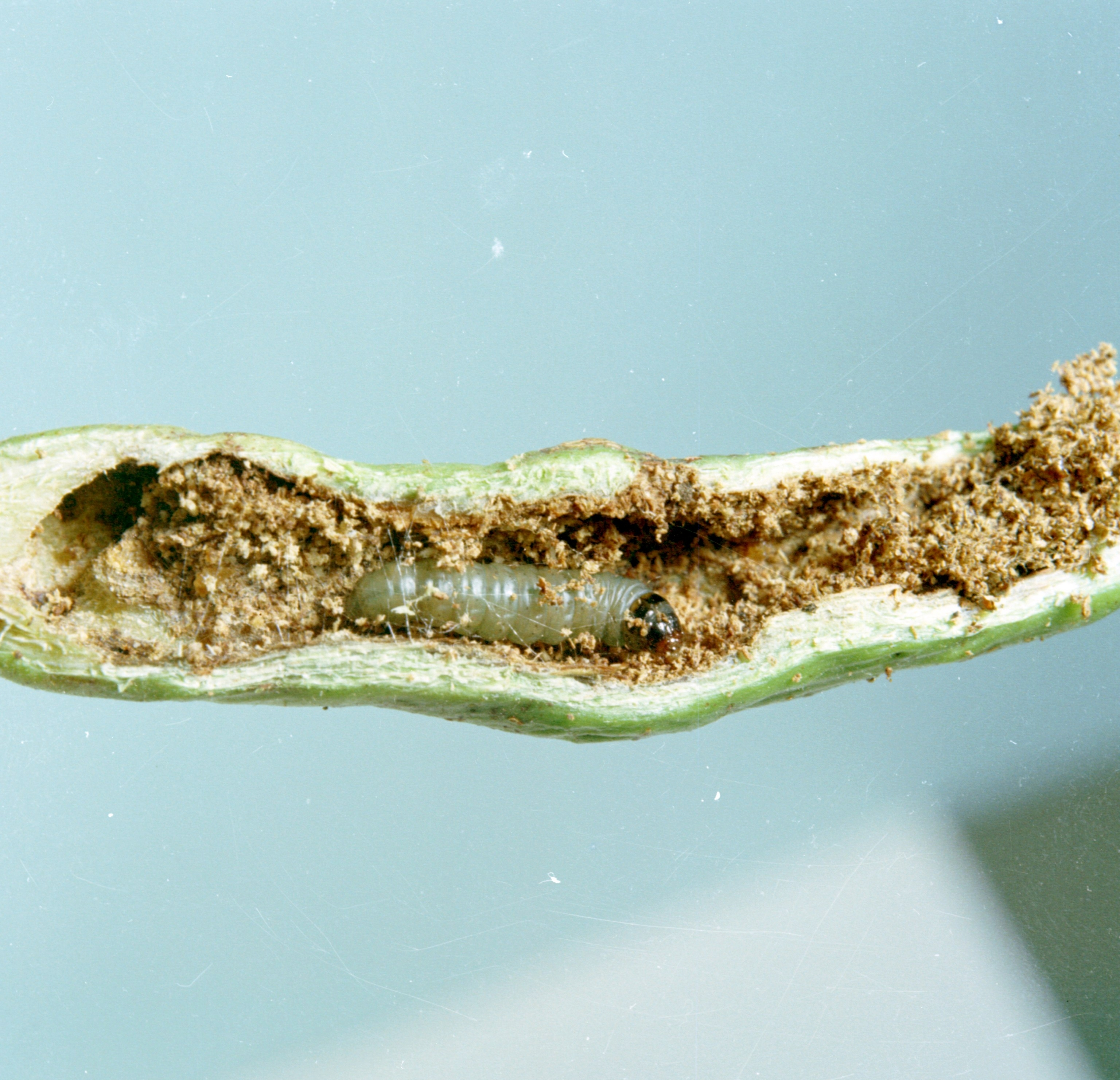